# Міський комітет КПРС
Міський комітет КПРС (неофіційно — міськком партії) — вищий орган міської організації КПРС, між міськими конференціями КПРС. Обиралися міськими конференціями КПРС. Існували в містах республіканського та обласного підпорядкування, зазвичай в столицях, обласних центрах, рідше у великих містах, що не були обласними центрами. Міські комітети міст республіканського підпорядкування підпорядковувалися центральним комітетам комуністичних партій союзних республік (в РРФСР — Центральному комітету КПРС), міські комітети міст обласного підпорядкування — обласним комітетам КПРС. 

## Історія
Міські організації столиць та найбільших міст створені в 1919.
У 1931 міста поділені на міста республіканського підпорядкування, міста обласного підпорядкування, міста окружного підпорядкування та міста районного підпорядкування, внаслідок чого Москва та Ленінград були виведені зі складу Московської та Ленінградської областей відповідно, а практично всі обласні центри та деякі великі міста були виведені зі складу відповідних районів. Одночасно почали створюватися міські організації КПРС у містах республіканського та обласного підпорядкування. Після створення Комуністичної партії РСФСР міські комітети міст Росії стали іменуватися обласними комітетами КП РРФСР. 
Після заборони КПРС восени 1991 були розпущені. Більшість міських організацій КП РРФСР розпуск не визнали та пізніше увійшли в КПРФ. 

## Див. Також
- Статут КПРС